# Вёрнер, Наталия
Ната́лия Вёрнер (нем. Natalia Wörner; род. 7 сентября 1967[…], Бад-Канштатт) — немецкая актриса.

## Биография
После окончания средней школы Наталия Вёрнер переехала в Нью-Йорк, где училась в школе актёрского мастерства Ли Страсберга, после чего вернулась в Германию. На съёмках художественного фильма «Победитель» (нем. Die Sieger) Наталия Вёрнер познакомилась с Гербертом Кнаупом, с которым они вместе участвовали в фильмах до 2001 года.
Во время съёмок фильма «Мисс Техас» (нем. Miss Texas) партнёром Наталии Вёрнер был канадец Роберт Зелигер. Они поженились в январе 2006 года.

## Фильмография
- 1990-1992: Glück 1
- 1992: Thea und Nat
- 1993: Leni / Лени
- 1994: Die Maschine; Frauen sind was Wunderbares; Die Sieger
- 1995: Erotic Tales: Der Elefant vergisst nie, Kinder der Nacht
- 1996: Irren ist männlich; Tatort Perfect Mind — Im Labyrinth'
- 1997: Zum Sterben schön; Zur Zeit zu zweit; Spiel um dein Leben
- 1998: Der Laden, mammamia
- 1999: Der Feuerteufel — Flammen des Todes; Das Tal der Schatten; Frauen lügen besser
- 2001: Suck My Dick; Verbotene Küsse
- 2002: Der Seerosenteich
- 2003: Wenn Weihnachten wahr wird
- 2003: Liebe und Verlangen
- 2004: Miss Texas; 20 Nächte und ein Regentag
- 2004: Experiment Bootcamp
- 2005: Das Geheimnis des Roten Hauses
- 2005: Durch Himmel und Hölle
- 2006: Die Sturmflut; Unter anderen Umständen
- 2007: Durch Himmel und Hölle
- 2008: Die Lüge
- 2010: Столпы Земли / The Pillars of the Earth. Роль Эллен.
- 2017: Берлинская резидентура / Berlin Station.

## Награды
| Год  | Название                      | Примечания                     |
| ---- | ----------------------------- | ------------------------------ |
| 1996 | Золотой гонг                  | За лучшую главную женскую роль |
| 2000 | Немецкая телевизионная премия |                                |